# Smurfit Kappa
Smurfit Kappa Group est une entreprise de fabrication d'emballages à base de papier. Leadeur européen du secteur, elle exerce ses activités dans 36 pays, et fournit des produits en carton ondulé, bag-in-box, et carton plat, allant de l’emballage prêt-à-vendre à la publicité sur le lieu de vente (PLV), en passant par le heavy-duty (très résistant) et la palette en carton.

## Historique
À l'origine une petite fabrique de boites et de carton d'emballage est créée en 1934 à Rathmines, un faubourg de Dublin pour le marché irlandais. Elle est achetée par Jefferson Smurfit en 1938. En 1955, Michael Smurfit (en) rejoint l'entreprise de son père Jefferson. L'entreprise Jefferson Smurfit (nl) fait son entrée à l'Irish Stock Exchange en 1964.
En 1994, le groupe Smurfit achète la papeterie française La Cellulose du pin de Biganos (et le Comptoir du pin, la société forestière chargée de l’approvisionnement de la papeterie de Biganos), dont le groupe Saint-Gobain se sépare.
En 2005, les papeteries irlandaises Jefferson Smurfit fusionnent avec les papeteries néerlandaises Kappa Packaging (nl), et prennent le nom de « Smurfit Kappa ».
Propriété de Smurfit Kappa, la Société des papeteries de la Seine, dite aussi « Papeterie du Petit Parisien », à Nanterre, ouverte en 1904, est fermée en 2011,.
En mai 2018, Smurfit Kappa annonce l'acquisition de Reparenco, une entreprise néerlandaise pour 460 millions d'euros.

## Actionnaires
Mise à jour au 2 septembre 2019.
| Nom                                   | %    |
| ------------------------------------- | ---- |
| Norges Bank Investment Management     | 6,94 |
| Vanguard Group                        | 3,39 |
| Gic Pte Investment Management         | 3,15 |
| Henderson Global Investors            | 2,99 |
| Schroder Investment Management        | 2,94 |
| State Street Global Advisors          | 2,54 |
| Legal & General Investment Management | 2,48 |
| Newton Investment Management          | 1,62 |
| Dws Investment                        | 1,57 |
| BlackRock Fund Advisors               | 1,48 |

## Activité
Smurfit Kappa est numéro 2 sur le marché mondial pour la production d'emballages en carton ondulé avec neuf milliards d'euros de chiffre d'affaires en 2019.
Smurfit Kappa possède 368 installations dans le monde, emploie 45 000 personnes et opère dans 21 pays en Europe, 12 pays en Amérique latine et depuis 2024, en Afrique du Nord avec un 1er site industriel ouvert au Maroc.

## Présence en France
Smurfit Kappa France a réalisé un chiffre d'affaires de 693 millions d'euros en 2015 avec un résultat net négatif de 25 millions d'euros. La société emploie 2 710 salariés dans 28 établissements.

## Pollution et risques pour l'environnement
Le 5 juillet 2012, la rupture d'une cuve dans l’usine de Biganos en Gironde, entraîne l’écoulement d’une centaine de mètres cubes de produits nocifs dans un ruisseau classé, affluent d'une rivière se jetant dans le bassin d'Arcachon. Des milliers de poissons sont retrouvés morts,,.
En février 2015, Smurkit Kappa est condamnée à payer 70 000 euros en appel,.
En avril 2025, le quotidien Le Monde liste l’usine Smurfit Kappa de Saillat-sur-Vienne en Haute-Vienne parmi les 380 sites industriels français qui sont à l'origine de 99% des émissions de PFAS, les substances perfluoroalkylées et polyfluoroalkylées, également appelées polluants éternels du fait de leur persistance dans l’environnement,.